# Sunčeve pjege
Sunčeve pjege su tamnija i hladnija područja od ostale površine Sunca (fotosfere), koje nastaju, razvijaju se i nestaju pod utjecajem snažnih magnetskih polja.
Kada se Sunčeva blještavo bijela fotosfera gleda kroz neutralni filter dovoljno gust da joj razinu svjetlosti priguši na onu sigurnu za ljudsko oko, pri čemu se vidi kao blago siva površina, pjege izgledaju kao tamnosive mrlje jer im je sjaj puno slabiji od ostatka fotosfere. Tipična Sunčeva pjega, izdvojena od ostatka fotosfere i promatrana nezaštićenim okom na istoj udaljenosti, sjajila bi jače od punog Mjeseca i to grimizno-narančastom nijansom zbog svoje temperature od oko 3000-4000 K (oko 2700 °C do oko 3700 °C).
Pjege se sastoje od umbre (tamnije sredine) i penumbre (manje tamnog, radijalno vlaknastog ruba). U prosjeku traju kraće od deset dana.
Sunčeve pjege pojavljuju se između 7º i 45º sjeverne i južne heliografske širine. Obično se pojavljuju u ciklusima koji najčešće traju između 9,5 i 11 godina, u skupinama u kojima se ističu dvije pjege, takozvana vodilja i pratilja, suprotne magnetske polarnosti. Iako su Sunčeve pjege tamnija područja površine Sunca, za vrijeme povećanoga broja Sunčevih pjega, Sunčevo je zračenje veće jer pjege prate fakule koje su sjajnije i toplije.

## Uzrok i promjenjivost
Uzrok pjega je u snažnim magnetskim aktivnostima koje sputavaju konvekciju plazme iz dubina ispod fotosfere te posljedično konvekcijski prijenos topline. Zbog toga je temperatura u Sunčevim pjegama 3 000 – 4 000 K, a u okolnim područjima oko 5 778 K.
Sunčeve pjege su vidljivi presjek fotosfere i cijevi magnetskog toka koji nastaje u konvektivnoj zoni Sunca. Zbog toga što je Sunce fluidno tijelo, cijela površina ne rotira jednakim periodom. Zbog toga se magnetski tokovi uvijaju. Kada jačina magnetskog toka dođe do određene granice, počne se uvijati i buši Sunčevu površinu. Pjege su također i uleknuti dijelovi fotosfere što je vidljivo Wilsonovim učinkom.
Pjegama se s vremenom mijenjaju površina i oblik. Mogu imati promjere do 80 000 km, tako da se sa Zemlje ponekad mogu vidjeti i bez teleskopa, , a tijekom izlaska i zalaska Sunca i bez   Mogu se kretati brzinom od nekoliko 100 m/s.
Magnetski pritisak teži smanjenju koncentracije polja, tako da se Sunčeve pjege teže rasprše, što traje danima ili tjednima. Najnovija 3D istraživanja sa svemirske letjelice SOHO pokazala su da nalikuju tornadu ili tropskoj oluji.
Relativno malena i tamna područja u fotosferi, koja nemaju penumbru, zovu se Sunčeve pore.
Zbog jake magnetske aktivnosti, Sunčeve pjege povezane su i s koronalnim lukovima, Sunčevim bakljama i koronalnim izbačajem masa, koji nastaju iz okolnih aktivnih područja. Slična pojava je primijećena i na nekim zvijezdama (zvjezdane pjege).
Broj Sunčevih pjega brzo raste i zatim sporo opada, u nepravilnom ciklusu od otprilike 11 godina. Neki periodi od 11 godina imaju više, a neki manji broj Sunčevih pjega. Tako je primjećeno da od 1900. do 1960-ih godina, broj Sunčevih pjega raste, dok od 1960-ih godina do danas, je u opadanju. Prosječan broj Sunčevih pjega je sličan unazad 8 000 godina.
Broj Sunčevih pjega je u uzajamnoj vezi sa Sunčevim zračenjem, a mjerenja s umjetnih satelita traju od 1979. godine. Budući da su Sunčeve pjege tamnija područja s manjom temperaturom, onda se očekuje da će za vrijeme povećanog broja Sunčevih pjega i Sunčevo zračenje biti manje, a time i Sunčeva konstanta. Ipak, mjerenja su pokazala da to nije točno, jer okolna područja Sunčevih pjega svijetle sjajnije, pa su i toplija; i konačno za vrijeme povećanog broja Sunčevih pjega veće je i Sunčevo zračenje. Promjena Sunčevog zračenja za vrijeme 11 godišnjeg ciklusa je mala, samo 0,1 % (srednja vrijednost Sunčeve konstante je 1366 W/m2).
Za vrijeme Maunderovog minimuma, od 1645. do 1715., broj Sunčevih pjega je bio vrlo malen i podudarao se s vrlo hladnim periodom vremena, pa se to doba i zove Malo ledeno doba.
Ciklus aktivnosti Sunčevih pjega traje u prosjeku 11 godina. Točka najvećih aktivnosti Sunčevih pjega naziva se Sunčev maksimum, dok točka najmanjih Sunčevih aktivnosti Sunčevih pjega naziva se Sunčev minimum. U početku Sunčevog ciklusa, Sunčeve se pjege pojavljuju na 30º do 45º sjevernih i južnih zemljopisnih širina Sunca, zatim se spuštaju prema ekvatoru, do prosječno 15º kod Sunčevog maksimuma, a nakon toga se spušta do 7º zemljopisnih širina - pojava se zove Spörerov zakon.

## Povijesne činjenice

### Prapovijesni dokazi
Proučavanjem statigrafskih podataka (statigrafija je grana geologije koja proučava slojeve stijena), došlo se do zaključka da su Sunčevi ciklusi aktivni već stotinama milijuna godina, ako ne i duže. Proučavanjem godišnjih sedimentnih stijena iz doba prekambrija (prije 4 500 00 000 godina), vidjelo se da i u to doba su postojali Sunčevi ciklusi od otprilike 11 godina, s pojačanim Sunčevim zračenjem.

Proučavanjem godova na deblu drveća, došlo se do slike o prošlim Sunčevim ciklusima, na osnovu izotopa ugljika C-14 i to zadnjih 11 400 godina, jer nije bilo direktnih promatranja.

### Rana promatranja
Prvi zapis o promatranju Sunčevih pjega potječe iz 364. pr. Kr., na osnovu komentara kineskog astronoma Gan De, u katalogu zvijezda. Oko 28. pr. Kr., kineski astronomi su redovito pratili Sunčeve pjege.
Prvi zapisi u Europi potječu iz 807., od svećenika Adelmusa, koji je primijetio Sunčeve pjege vidljive 8 dana. Velike Sunčeve pjege primijetio je i Karlo Veliki 813. Galileo Galilei je prvi ispravno objasnio tu pojavu 1612.

### 17. i 18. stoljeće
Sunčeve pjege je prvi promatrao teleskopom engleski astronom Thomas Harriot 1610. Zbog Sunčevih pjega je došlo do žestokih znanstvenih rasprava u to vrijeme, jer se to suprotstavljalo mišljenju Aristotela o savršenim, nepromjenjivim nebeskim kuglama. 
Bošković je u svom djelu O Sunčevim pjegama (1736.) objavio originalnu metodu određivanja brzine vrtnje Sunca na temelju bilježenja tri položaja jedne pjege.

U petom svesku Djela koja se odnose na optiku i astronomiju (1785.) opisao je i kako se s pomoću određivanja tri položaja jedne pjege mogu odrediti kut inklinacije između ravnine ekliptike i ekvatorske ravnine Sunca i ekliptička longituda uzlaznoga čvora Sunčeva ekvatora. Dao je i primjere tih izračuna na temelju stvarnih podataka koje je je izmjerio 1777. Njegov je izračun brzine vrtnje Sunca (siderički period vrtnje Sunca 26,77 dana) vjerodostojan i danas. 
U znanstvenopopularnom djelu pisanom u stihovima Pomrčine Sunca i Mjeseca (1760.) opisujući Sunčeve (Titanove) pjege napisao je: 
- Sjajno mu nagrđuju čelo. Jer bilo da nastanu nove
- Njemu nasred lica ili pjege, njih više, u jednu da se spoje.
- Ili se kidaju, deru pa više ih bude iz jedne
- One u isto vrijeme na isti odlaze dio
- Neba, vidimo ih uvijek u krugu koncentrično kružeć
- Te se oko Titana po srijedi jednodušno vrte.[11]

### 19. stoljeće
Promjenjivost broja Sunčevih pjega prvi je primijetio Samuel Heinrich Schwabe između 1826. i 1843. Godine 1859. primijećeno da se u razdoblju povećane Sunčeve aktivnosti javljaju i Sunčeve baklje, jer su te godine doživljeli i geomagnetsku oluju, ometanje telegrafskih linija i pojavu polarne svjetlosti sve do Havaja, Kube i Italije. Rudolf Wolf je za kvantitativno određivanje Sunčeve aktivnosti uveo Wolfov relativni broj Sunčevih pjega.

#### Wolfov relativni broj
Wolfov relativni broj je broj Sunčevih pjega i skupina Sunčevih pjega opaženih na površini Sunca u nekom periodu (danu, mjesecu):
{\displaystyle R=k\cdot (10\cdot g+s)\,}
gdje je:
- {\displaystyle s} - broj pojedinačnih Sunčevih pjega koji se u periodu promatranja nalazi na vidljivoj strani Sunca,
- {\displaystyle g} - broj skupina Sunčevih pjega, i
- {\displaystyle k} - koeficijent koji ovisi o osjetljivosti astronomskoga instrumenta i drugim uvjetima opažanja.[12]

Nazvan je po švicarskom astronomu R. Wolfu. Promjena Wolfova relativnoga broja tijekom vremena sukladna je periodičnim (najčešće između 9,5 i 11 godina) promjenama Sunčeve aktivnosti.

### 21. stoljeće
Od 2007. do 2009. primijećeno je da je broj Sunčevih pjega puno manji od prosjeka. U prosincu 2009. pojavila se veća skupina Sunčevih pjega, ali to je još uvijek ispod prosjeka.

## Promatranje Sunčevih pjega
Sunčeve pjege promatraju se s površine Zemlje ili iz svemira. Najjednostavniji način je projekcija kroz refraktorski teleskop na podlogu, što daje vrlo ograničene mogućnosti kao što su praćenje broja, rasporeda, grubog oblika i gibanja pjega. Znanstvena istraživanja pjega traže visoku razlučivost i promatranje u uskim pojasima elektromagnetskog zračenja, što zahtijeva posebno zaštićene velike teleskope s uskopojasnim filtrima.
Za izravno promatranje pjega vrijede pravila koja vrijede i za bilo koje drugo izravno promatranje fotosfere. Refraktorski teleskop oprema se Herschelovom prizmom i dodatnim tamnim filtrom na okularu, ili prikladnim i certificirano sigurnim solarnim filtrom na objektivu.
Reflektorski teleskop oprema se isključivo solarnim filtrom na objektivu jer mu sustav zrcala ne bi podnio izravnu i koncentriranu svjetlost i toplinu bez deformacija.

## Primjena
Zbog svoje povezanosti s ostalim Sunčevim aktivnim područjima, praćenje aktivnosti pjega pomaže u prognozi stanja ionosfere, a time i prijenosa kratkovalnih radio valova i satelitskih komunikacija.

## Vanjske poveznice
- 11,000 Year Sunspot Number Reconstruction. Global Change Master Directory. Inačica izvorne stranice arhivirana 2. studenoga 2015. Pristupljeno 11. ožujka 2005.
  - Unusual activity of the Sun during recent decades compared to the previous 11,000 years. WDC for Paleoclimatology. Pristupljeno 11. ožujka 2005.
- Sunspot Numbers from Ancient Times to Present from NOAA/NGDC. Global Change Master Directory. Inačica izvorne stranice arhivirana 14. rujna 2015. Pristupljeno 11. ožujka 2005.
  - SUNSPOT NUMBERS. NOAA NGDC Solar Data Services. Pristupljeno 21. lipnja 2010. |url-status=dead zahtijeva |archive-url= (pomoć)